# Patrice d'Arcy
Patrice d'Arcy (anglès: Patrick d'Arcy)  (Kiltullagh, 27 de setembre de 1725 - París, 18 d'octubre de 1779) va ser un militar i matemàtic francès d'origen irlandès.

## Vida i obra
Nascut al Comtat de Galway quan a Irlanda estaven en vigor les lleis britàniques contra catòlics i nacionalistes irlandesos,  els seus pares van decidir enviar-lo a França quan tenia catorze anys per evitar la repressió britànica. A París va tenir com a tutor a Jean-Baptiste Clairaut, el pare d'Alexis Claude Clairaut, amb qui va establir una forta amistat. Amb només disset anys ja va presentar un treball original a l'Académie des sciences que va estar seguit d'altres treballs de dinàmica.
En esclatar la Guerra de Successió Austríaca (1740) es va allistar com capità al Regiment de Condé. El 1745 va participar en l'Aixecament Jacobita a Escòcia per donar suport al pretendent Carles Eduard Stuart al tron de la Gran Bretanya; en resultar fallida l'operació va ser fet presoner i va estar un temps tancat a la Torre de Londres.
Retornat a París el 1746, va engegar un programa de recerca sobre l'electricitat amb Jean-Baptiste Le Roy, construint un electròmetre de repulsió. A partir de 1750 es va esmerçar en l'estudi dels efectes de la pólvora amb el químic Antoine Baumé i va presentar els seus resultats en una obra titulada Essay d'un théorie d'artillerie (1760).
El 1756, en començar la Guerra dels Set Anys, torna a allistar-se, aquest cop com coronel del Regiment de Fitz-James, i participa a la batalla de Rossbach. En perdre aquesta batalla, va col·laborar amb el comte d'Herouville, preparant una expedició militar contra la Gran Bretanya que mai es va portar a terme.
Acabada la guerra el 1763, va reprendre les seves activitats científiques a París, aquest cop centrades en la durada de les sensacions a la vista humana. A aquest efecte va construir, dins d'un gran edifici a les fosques, una creu de la qual podia medir la seva velocitat de rotació i, posant un carbó encès en un dels seus braços observar a quina velocitat es percebia un cercle tancat. Els seus experiments el van portar a concloure que la sensació visual es manté durant 130 mili-segons a la retina humana.
Va ser promogut a brigadier el 1757 i a mariscal de camp el 1770 i aquest mateix any va ser nomenat pensionari de l'Académie des sciences. El 1777 es va casar amb una de les seves nebodes, però el matrimoni va ser breu, ja que va morir el 1779 d'un còlera.